# 土橋南華宮
土橋南華宮，又稱廣東會館，位於四川省成都市金堂縣土桥镇南華街二十五號，占地面積約2270平方公尺，梁上有“皇清乾隆二十八年（1763）”題記，光緒六年（1880）又有續建。建築坐北向南，四合院佈局，由山門、前殿和東西廂房組成。正殿已毀，磚砌牌坊式山門，兩側有封火山牆。前殿面闊十一間30公尺，進深三間9公尺，高8公尺，歇山頂，抬梁式梁架。左右廂房各面闊6間22.8公尺、進深2間7公尺，土橋南華官木刻和石雕技藝精湛，具有較高的歷史、藝術、科學價值，對研究當地清代建築形制及風格具有重要價值。1981年，土橋南華官被成都市人民政府公佈為市級文物保護單位。2012年7月16日公佈為第八批四川省文物保護單位。